# Lighthouse
56°9′56″N 10°13′50″Ø / 56.16556°N 10.23056°Ø
Lighthouse er et byggeprojekt til beboelse og erhverv, der er opført ved havnefronten i Aarhus. Byggeriet består af 3 etaper. Siden projektstarten i 2007 er der i forbindelse med etape 1 og 2 opført et antal boligkomplekser på den yderste del af Aarhus Ø. Projektets omdrejningspunkt har dog hele tiden været Danmarks højeste bygning, etape 3, tårnet i Lighthouse-byggeriet.
Efter mange besværligheder med jordbundforhold, og problemer med finansiering, blev det i april 2017 offentliggjort at det oprindelige tårn på 146 meter var droppet til fordel for et nyt tårn på 128 meter. I 2018 viste ny og dyrere funderings-teknik, at tårnet alligevel godt kunne komme op i nærheden af de 146 meter, og man kom frem til at tårnet ville nå en højde på 142 meter, hvilket stadig er Danmarks højeste bygning.

## Historie
Oprindeligt var planen at bygge hele projektet samtidigt, men på grund af økonomiske problemer hos det islandske ejendomsselskab Landic Property, der på det tidspunkt var bygherren, blev dette i 2008 ændret til projektets nuværende model på to etaper. Sidenhen er selskabet gået konkurs og Lighthouse-projektet solgt til det københavnske ejendomsselskab NorCap A/S i oktober 2009.
NorCap stod dermed som bygherre på projektet men finansieringen fra eksterne investorer herunder den tyske bank Eurohypo. Hvor man arbejdede på at finde flere investorer og en hotelkæde som lejer i projektets første etape. Bl.a hotelkæden Comwell var tidligere en del af projektet, men de følte sig ikke længere forpligtet af aftalen med Landic Property på grund af forsinkelserne på byggeriet..
Senere overgik projektet til HavneInvest. Og det er også Havneinvest der vil stå for den sidste fase, lanceret i April 2017, hvor man vil bygge Danmarks højeste hus.

## Galleri
- Lighthouse under opførsel, med Bjarke Ingels AARhus i forgrunden.
- Lighthouse i slut december 2020
- Lighthouse-byggepladsen i midten af marts 2020
- Lighthouse set fra Isbjerget 2014

## LightHouse Restaurant
I stuen og på første sal i bygningen findes en restaurant med stort udeserveringsareal ud mod vandet.
Den 3 Juni 2022, mens bygningen stadig var under konstruktion, blev der opstillet et midlertidigt køkken samt spisesal på 44 etage. Som en del af Dronning Margrethes sommertogt og 50-års regeringsjubilæum var 50 gæster, heriblandt Dronningen, inviteret på middag. Middagen blev tilberedt af Wassim Hallal.